# Chileense parlementsverkiezingen 1888
De Chileense parlementsverkiezingen van 1888 resulteerden in een overwinning voor de Alianza Liberal, een alliantie van liberale partijen die alle zetels wist te veroveren in zowel de Kamer van Afgevaardigden als de Senaat. De Partido Liberal - de belangrijkste component van de Alianza - werd met afstand de grootste partij.
| Kamer van Afgevaardigden | Kamer van Afgevaardigden | Kamer van Afgevaardigden |
| Coalitie                 | Coalitie                 | Zetels                   |
| ------------------------ | ------------------------ | ------------------------ |
|                          | Alianza Liberal          | 94                       |
|                          | Conservador              | 19                       |
| Totaal                   | Totaal                   | 113                      |

| Senaat   | Senaat          | Senaat |
| Coalitie | Coalitie        | Zetels |
| -------- | --------------- | ------ |
|          | Alianza Liberal | 36     |
|          | Conservador     | 6      |
| Totaal   | Totaal          | 42     |

Bron: Heise 1982